# Ligue régionale Provence Alpes Côte d'Azur de rugby
La Ligue régionale Provence Alpes Côte d'Azur de rugby est un organe fédéral dépendant de la Fédération française de rugby créé en 2017 et chargé d'organiser les compétitions de rugby à XV et à sept au niveau de la région Provence-Alpes-Côte d'Azur.

## Histoire
Conséquence de la réforme territoriale des régions, le ministère de la Jeunesse et des Sports impose à la FFR de calquer son organisation territoriale sur celle des nouvelles régions. C'est ainsi que naît la Ligue de Provence-Alpes-Côte d'Azur issue de la fusion des comités Provence et Côte d'Azur.
| - Carte des comités territoriaux jusqu'en 2017. - Carte des ligues régionales depuis 2018. |

Les ligues sont créées début octobre et reprennent les missions des comités territoriaux au 1er juillet 2018. Les statuts de la Ligue sont signés le 9 octobre 2017 à Marcoussis par Bernard Laporte et Dominique Brejoux, désignés membres fondateurs de la ligue par la FFR.
Déjà membre du comité Côte d'Azur, l'AS Monaco rugby intègre également la ligue régionale. Il est rejoint en 2019 par le nouveau club de rugby à sept de la principauté, le Monaco rugby sevens.

## Structures de la ligue

### Identité visuelle
Officiellement dénommée « Ligue régionale Provence Alpes Côte d'Azur de rugby », la ligue utilise également l'appellation « Ligue Sud de rugby » dans sa communication.

Premier logo de la ligue (2018)Premier logo de la ligue (2018)
Logo institutionnel de la ligue d'octobre 2018 à juin 2019Logo institutionnel de la ligue d'octobre 2018 à juin 2019
Logo institutionnel de la ligue du 28 juin 2019 à 2023Logo institutionnel de la ligue du 28 juin 2019 à 2023
Second logo utilisée par la ligue depuis 2018
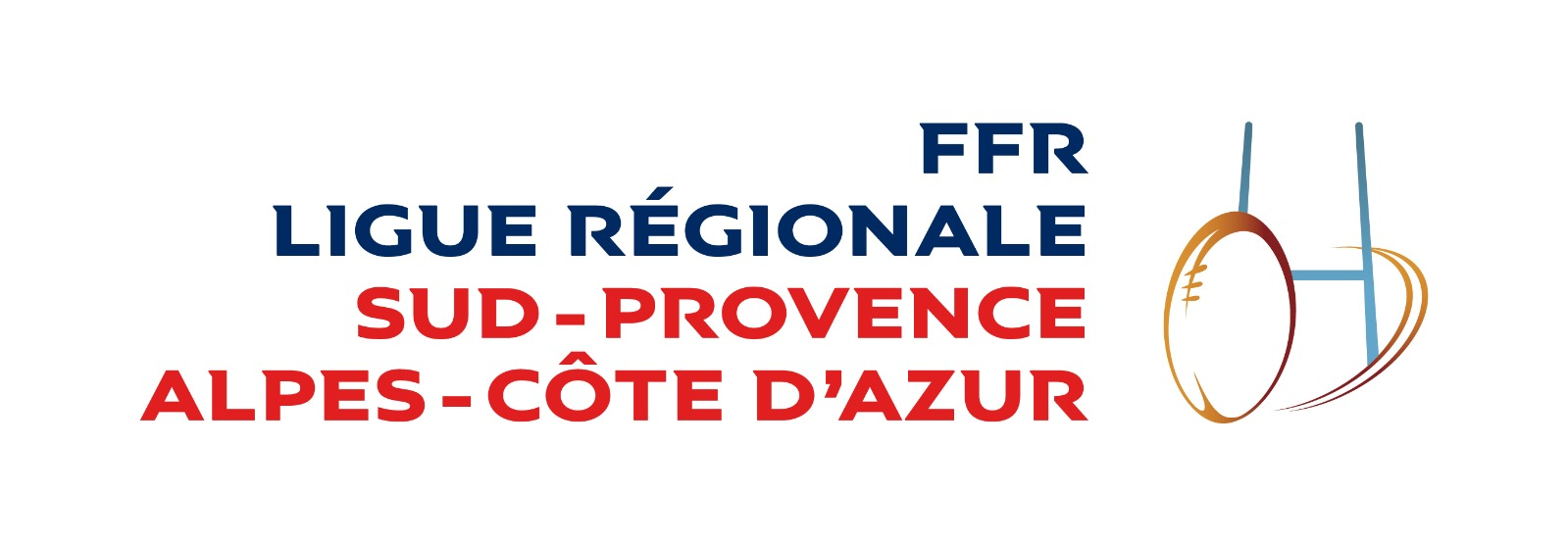
Logo institutionnel de la Ligue depuis 2023.

### Liste des présidents
- 9 décembre 2017 - 3 décembre 2021 : Henri Mondino
- Depuis le 3 décembre 2021 : Sébastien Rizza

### Élections du comité directeur
Le premier comité directeur de 40 personnes est élu le 9 décembre 2017. Henri Mondino, vice-président de la Fédération française de rugby chargé de la réforme territoriale et président du comité Côte d'Azur depuis 2005, est le seul candidat à la présidence de la ligue. Après le premier vote électronique décentralisé de l’histoire du rugby français, sa liste obtient 96,41 % des voix et les 40 sièges à pourvoir. Henri Mondino devient ainsi le premier président de la ligue.
Le comité directeur est renouvelé le 7 novembre 2020, un mois après le renouvellement de celui de la FFR. Après la victoire de Bernard Laporte face à Florian Grill, deux listes s'opposent pour le comité directeur de la ligue. Elles sont menées par Henri Mondino, président sortant reconduit en tant que vice-président de la FFR chargé de la territorialité, et Didier Mené, ancien président de la Commission centrale des arbitres (2009-2016). La liste menée par Henri Mondino remporte les élections avec 88 % des voix et obtient 31 sièges au comité directeur tandis que la liste opposante obtient 1 siège qui permet à Didier Mené d'intégrer le comité directeur.
Le 3 décembre 2021, Henri Mondino se met en retrait de sa fonction. Sébastien Rizza, président délégué, est alors désigné par le comité directeur pour prendre la suite. Le 11 juin 2022, il est élu par l'assemblée générale pour les deux ans de mandat restant avec 87,5 % des voix face à Didier Mené.
En 2024, le président sortant Sébastien Rizza présente une nouvelle liste pour la mandature 2024-2028 du comité directeur. Face à lui, Patrice Blachère, co-président de l'association du Rugby club toulonnais, présente lui aussi une liste. Il est notamment entouré de Manu Diaz, en deuxième position sur la liste, et André Herrero, en dernière position. La liste du président sortant remporte l'élection avec 61,21 % des suffrages exprimés.

### Dirigeants
Directeur technique
- 2019-2022 : Olivier Lièvremont, nommé directeur technique national en 2022
- Depuis 2021 : Pierre Leroy

Directeur de l'arbitrage
- Depuis 2021 : Maurice Duny[9]

## Les clubs de la ligue au niveau national

### Meilleurs clubs de la Ligue par saison
Le meilleur club de la ligue est le club qui arrive le plus loin en phases finales dans la compétition nationale de plus haut échelon. En cas d'égalité (même compétition et même résultat en phases finales), le meilleur club est celui qui a marqué le plus de points au cours de la saison régulière.
Clubs masculins
Clubs féminins
La couleur de l'axe indique la division dans laquelle évolue le club :
- 1re division.
- 2e division.
- 3e division.
- 4e division.
- Divisions inférieures.

### Clubs masculins évoluant dans les divisions nationales
| \| Légende · Top 14 · Pro D2 · Nationale · Nationale 2 · Fédérale 1 · Fédérale 2 RC Toulon Provence rugby Stade niçois AS Bédarrides Châteauneuf-du-Pape US seynoise CO Berre XV RC Châteaurenard XV du Coudon RC Aubagne Avignon Le Pontet SU Cavaillon RO Grasse AS Monaco CA Saint-Raphaël Fréjus \| Clubs évoluant dans des divisions nationales en 2024-2025. |
| Légende · Top 14 · Pro D2 · Nationale · Nationale 2 · Fédérale 1 · Fédérale 2 RC Toulon Provence rugby Stade niçois AS Bédarrides Châteauneuf-du-Pape US seynoise CO Berre XV RC Châteaurenard XV du Coudon RC Aubagne Avignon Le Pontet SU Cavaillon RO Grasse AS Monaco CA Saint-Raphaël Fréjus                                                                  |

### Clubs féminins évoluant dans les divisions nationales
| \| Légende · Elite 1 · Elite 2 · Fédérale 1 · Fédérale 2 RC Toulon Provence Méditerranée Stade niçois Entente Provençale Rassemblement Azur Stade marseillais UC Marseille Rugby Méditerranée RC Orangeois \| Clubs féminins évoluant dans des divisions nationales en 2024-2025. |
| Légende · Elite 1 · Elite 2 · Fédérale 1 · Fédérale 2 RC Toulon Provence Méditerranée Stade niçois Entente Provençale Rassemblement Azur Stade marseillais UC Marseille Rugby Méditerranée RC Orangeois                                                                           |

## Palmarès international des clubs régionaux
- Rugby club toulonnais
  - Vainqueur du Challenge européen (1) : 2023

## Palmarès national des clubs régionaux

### Compétitions masculines
- Stade niçois rugby
  - Champion de France de Nationale (1) : 2024
- Monaco rugby sevens
  - Vainqueur du Supersevens (1) : 2022

### Compétitions féminines
- RC Toulon Provence Méditerranée
  - Champion de France d'Élite 2 (1) : 2025

## Palmarès des compétitions régionales

### Anciens formats
| Saison    | Honneur                                                    | Promotion d'Honneur                                        | 1re série                                                  | 2e série                                                   | 3e série                                                   | 4e série                                                   |
| --------- | ---------------------------------------------------------- | ---------------------------------------------------------- | ---------------------------------------------------------- | ---------------------------------------------------------- | ---------------------------------------------------------- | ---------------------------------------------------------- |
| 2018-2019 | AS Monaco                                                  | RC Noves-Eyragues                                          | RC de la Vallée du Gapeau                                  | Le XV Saint Rémois                                         | Gardanne RC                                                | Brignoles Provence XV                                      |
| 2019-2020 | Championnats annulés en raison de la pandémie de Covid-19. | Championnats annulés en raison de la pandémie de Covid-19. | Championnats annulés en raison de la pandémie de Covid-19. | Championnats annulés en raison de la pandémie de Covid-19. | Championnats annulés en raison de la pandémie de Covid-19. | Championnats annulés en raison de la pandémie de Covid-19. |
| 2020-2021 | Championnats annulés en raison de la pandémie de Covid-19. | Championnats annulés en raison de la pandémie de Covid-19. | Championnats annulés en raison de la pandémie de Covid-19. | Championnats annulés en raison de la pandémie de Covid-19. | Championnats annulés en raison de la pandémie de Covid-19. | Championnats annulés en raison de la pandémie de Covid-19. |
| 2021-2022 | Avignon Le Pontet rugby                                    | RC Marseille Huveaune                                      | CRA Balagne                                                | RC Pertuisien                                              | RC du Las                                                  | RC Pradétan                                                |

### Nouveau format (2022-)
| Saison    | Niveau      | Champion                     | Comité départemental | Score | Finaliste                     | Comité départemental |
| --------- | ----------- | ---------------------------- | -------------------- | ----- | ----------------------------- | -------------------- |
| 2022-2023 | Régionale 1 | Marseille rugby méditerranée | Bouches-du-Rhône     | 22-21 | RC Fos-sur-Mer                | Bouches-du-Rhône     |
| 2022-2023 | Régionale 2 | Isula XV                     | Corse-du-Sud         | 13-11 | Club rugby amateur de Balagne | Haute-Corse          |
| 2022-2023 | Régionale 3 | RC Bedarrides                | Vaucluse             | 25-17 | XV de Besagne                 | Var                  |

| Club                         | Titres régionaux |
| ---------------------------- | ---------------- |
| AS Monaco                    | 1                |
| RC Noves-Eyragues            | 1                |
| RC de la Vallée du Gapeau    | 1                |
| Le XV Saint Rémois           | 1                |
| Gardanne RC                  | 1                |
| Brignoles Provence XV        | 1                |
| Avignon Le Pontet rugby      | 1                |
| RC Marseille Huveaune        | 1                |
| CRA Balagne                  | 1                |
| RC Pertuisien                | 1                |
| RC du Las                    | 1                |
| RC Pradétan                  | 1                |
| Marseille rugby méditerranée | 1                |
| Isula XV                     | 1                |
| RC Bedarrides                | 1                |

| Comité départemental | Titres régionaux |
| -------------------- | ---------------- |
| Bouches-du-Rhône     | 5                |
| Var                  | 5                |
| Vaucluse             | 2                |
| Haute-Corse          | 2                |
| Monaco               | 1                |